# Resinflex
Resinflex è stata un'azienda fondata a Torino nel 1947, con il nome di Manifattura applicazioni sintetiche, per la produzione di tessuti spalmati con resine poliviniliche. Attualmente è in stato di liquidazione giudiziale.

## Storia
Il procedimento di produzione venne ideato dal chimico Amerigo (Imre) Hartstein, già direttore tecnico della Stabilimenti riuniti di Brandizzo A. Neumeyer & C., azienda specializzata in tele cerate.
Nel 1954, alla morte di Hartstein, la Manifattura applicazioni sintetiche cambiò denominazione diventando Resinflex S.p.A., assumendo quindi il nome del suo prodotto principale. A partire dai primissimi anni 1960 la produzione si allargò alle carte da parati viniliche (realizzate con procedimenti analoghi a quelli dei tessuti spalmati) e alle resine per pavimenti.
Sin dall'inizio della produzione la ditta divenne fornitrice delle Ferrovie dello Stato. In Resinflex erano realizzati i rivestimenti del treno Settebello. Sempre nel settore trasporti da ricordare, oltre alle forniture per gli interni delle automobili FIAT e dei pullman Gran Turismo dei principali carrozzieri italiani, il rivestimento interno della Lancia Aurelia B24 spider e del camion Lancia Esadelta. Nel campo della nautica la Resinflex fu fornitrice del cantiere Riva (cantiere navale) per tutti i modelli di motoscafi dall'Ariston allo Junior. Inoltre questo particolare tessuto fu usato per le poltrone da ponte del transatlantico Andrea Doria (transatlantico) e per gli interni delle turbonavi Michelangelo (transatlantico) e Raffaello (transatlantico). Il Resinflex  a differenza di prodotti similari come la Vipla e la Vinilpelle era  prodotto anche con texture e goffrature che non imitavano la pelle. Questa caratteristica ne fece uno dei materiali preferiti da  architetti come Gio Ponti che lo impiegò per le sedie pieghevoli prodotte dalla Cagliani e Marazza, Carlo Mollino che lo  utilizzò per rivestire molti dei suoi mobili, Roberto Gabetti e Aimaro Isola che lo adottarono per i rivestimenti interni della Borsa Valori di Torino e per le pareti dell' unità residenziale ovest detta Talponia a Ivrea.